# 董橋
董橋（1942年—），原名董存爵，男，福建晉江人，印尼華僑，香港作家。台灣國立成功大學外文系畢業。曾先後擔任明報月刊及明報總編輯。2003年6月起任壹傳媒董事，為《香港蘋果日報》社長，2014年4月退休。

## 生平
父親為書法家，曾任職幾家印書館。董橋到臺灣讀大學，經中華民國僑務委員會分發至臺灣省立成功大學外文系，1964年畢業。
董橋曾在英國倫敦大學亞非學院研究多年。曾任《今日世界》叢書部編輯、香港美國新聞處編輯、英國廣播公司節目製作、《讀者文摘》中文版總編輯、香港公開大學中國語文顧問、香港中文大學出版組主任、《明報月刊》與《明報》總編輯等職。
董橋撰寫文化思想評論及散文多年，曾獲第七屆香港中文文學雙年獎（散文組），花蹤世界華文文學獎。著作有《回家的感覺真好》、《保住那一髮青山》、《倫敦的夏天等你來》、《沒有童謠的年代》、《從前》、《小風景》、《白描》等。董橋學貫中西，散文備受推崇，曾任大學文學獎、全球青年華文文學獎、城市文學獎等大賽評審。文評家陳子善撰有《你一定要看董橋》一文，推許董橋作品。董橋文章《小風景：年輕蕭夏林的憤怒》曾在網路上廣泛流傳。
2024年，疑因在反送中運動中支持黎智英及《蘋果日報》，董橋在中國出版的3本著作遭下架，取消發行計劃。

## 著作

### 《英華沉浮錄》明窗版
1998年，香港明窗
1. 流覽這樣的中英文
2. 香港中文不是葡萄酒
3. 蕩漾著優越感的語文
4. 留住文字的綠意
5. 天氣是文字的顏色
6. 新聞是歷史的初稿
7. 為紅袖文化招魂
8. 人道是傷春悲秋不長進
9. 給自己的筆進補
10. 博覽一夜書

### 《董橋文字集》明報版
2001年，香港明報出版社
1. 馬克思博士到海邊度假
2. 中年是下午茶
3. 藏書家的心事
4. 繆姑太的扇子
5. 上帝不聽電話
6. 鏡子裏的展望
7. 天氣是文字的顏色（上、下）
8. 紅了文化，綠了文明（上、下）
9. 竹雕筆筒辯證法（上、下）
10. 鍛句鍊字是禮貌（上、下）
11. 給自己的筆進補（上、下）
12. 酒肉歲月太匆匆（上、下）

### 《董橋作品集》遠流版
2000年，臺灣遠流
根據遠流「非常作家」系列《時代的眼睛，文字的知己——董橋》記述，香港明窗出版的十卷《英華沉浮錄》結集了董橋在1995年12月4日至1997年12月31日期間在《明報》撰寫的專欄文字。2000年，遠流整理《英華沉浮錄》，依內容重新編輯為閱讀、文物、時事、語文、人物五類，易名《董橋作品集》出版。
1. 天氣是文字的顏色（董橋談閱讀）
2. 紅了文化，綠了文明（董橋談閱讀）
3. 竹雕筆筒辨證法（董橋談文物、時事）
4. 鍛句鍊字是禮貌（董橋談語文）
5. 給自己的筆進補（董橋談語文）
6. 酒肉歲月太匆匆（董橋談人物）

### 《英華沉浮錄》牛津版
2012年，香港牛津
出版社依內容分集，重編重印六卷本《英華沉浮錄》，並於每篇文末補上原來寫作日期。

### 《英華沉浮錄》本事版
2024年，本事
在遠流、牛津版的基礎上重新校訂排版，六卷合成三大卷。內容悉數保留，不作刪節。
1. 卷一：董橋談閱讀
2. 卷二：董橋談語文
3. 卷三：董橋談文物人物

### 其他單行本
- 《雙城雜筆：這個那個集》（1977年，香港文化．生活）
- 《另外一種心情》（1980年，臺灣遠景）
- 《在馬克思的鬍鬚中和鬍鬚叢外》（1982年，香港素葉）
- 《這一代的事》（1986年，臺灣圓神）
- 《跟中國的夢賽跑》（1987年，臺灣圓神）
- 《辯證法的黃昏》（1988年，臺灣合志文化）
- 《鄉愁的理念》（1991年，北京三聯）
- 《書城黃昏即事》（1996年，瀋陽遼寧教育）
- 《沒有童謠的年代》（1999年，香港牛津）
- 《保住那一髮青山》（2000年，香港牛津）
- 《回家的感覺真好》（2001年，香港牛津）
- 《倫敦的夏天等你來》（2002年，香港牛津）
- 《從前》（2002年，香港牛津）
- 《小風景》（2003年，香港牛津）
- 《白描》（2004年，香港牛津）
- 《甲申年紀事》（2004年，香港牛津）
- 《記憶的腳註》（2005年，香港牛津）
- 《故事》（2006年，香港牛津）
- 《今朝風日好》（2007年，香港牛津）
- 《絕色》（2008年，香港牛津）
- 《董橋文集1》（2008年，香港牛津）（《沒有童謠的年代》、《保住那一髮青山》結集）
- 《董橋文集2》（2008年，香港牛津）（《回家的感覺真好》、《倫敦的夏天等你來》結集）
- 《青玉案》（2009年，香港牛津）
- 《記得》（2010年，香港牛津）
- 《這一代的事》（2010年，香港牛津）（重印）
- 《景泰藍之夜》（2010年，香港牛津）
- 《橄欖香》（2011年，香港牛津）
- 《清白家風》（2011年，香港牛津）
- 《董橋七十》（2012年，香港牛津）
- 《立春前後》（2012年，香港牛津）
- 《一紙平安》（2012年，香港牛津）
- 《小品卷一》、《小品卷一》（2012年，香港牛津）（《雙城雜筆》、《另外一種心情》、《在馬克思的鬍鬚叢中和鬍鬚叢外》、《辯證法的黃昏》結集，另有多篇集外文）
- 《墨影呈祥》（2013年，海豚出版社）
- 《跟中國的夢賽跑》（2013年，香港牛津）（重印）
- 《讀書人家》（2014年，香港牛津）
- 《讀書便佳》（2017年，香港牛津）
- 《我的筆記》（2018年，香港牛津）
- 《讀胡適》（2019年，香港牛津）
- 《文林回想錄》（2021年，香港牛津）
- 《讀書人家》（2023年，香港本事出版）（重印[12][13]）
- 《從前》（2023年，香港本事出版）（重印）
- 《小說人生集——橄欖香》（2023年，香港本事出版）（重印）
- 《一紙平安》（2023年，香港本事出版）（重印）
- 《絕色》（增訂版）（2023年，香港本事出版）[14]
- 《雙城雜筆》（2023年，香港本事出版）（重印）

### 編選集
- 《董橋精選集》（陳義芝主編，「新世紀散文家」系列，2002年，台灣九歌）
- 《品味歷程──董橋自選集》（劉紹銘主編，「當代散文典藏」系列，2002年，香港天地）
- 《舊情解構──董橋自選集》（劉紹銘主編，「當代散文典藏」系列，2002年，香港天地）
- 《舊日紅——董橋集》 （黃子平編選，「香港散文典藏」系列，2012年，中華書局（香港））
- 《立體的鄉愁：董橋文摘》（陳義芝主編，「新世紀散文家」系列，2023年，台灣九歌）（《董橋精選集》增訂新版）